# کلبه عمو تام (فیلم ۱۹۲۷)
کلبه عمو تام (انگلیسی: Uncle Tom's Cabin) یک فیلم به کارگردانی هری ای پولارد است که در سال ۱۹۲۷ منتشر شد. از بازیگران آن می‌توان به مارگاریتا فیشر، جرج سیگمن، کارلا لمله، دیک ساترلند، آدولف میلار و ویرجینیا گری اشاره کرد.